# Jean-Marie Hooghstoel
Jean-Marie Hooghstoel, né en 1761 et mort le 19 août 1843 à Paris, est un peintre et restaurateur français.

## Biographie
Jean-Marie Hooghstoel est le fils du peintre Emmanuel Bernard Hooghstoel et de Jeanne Thomas Bruley.
Élève de Vincent et de Jacques-Louis David pour la peinture, de son père et de Doyen pour la restauration, il expose au Salon de 1793 et 1799.
En 1792, il épouse Jeanne Louise Françoise Hooghstoel. En seconces noces, il épouse Anne Louise Dorothée Lepeintre.
Il restaure les galeries des ducs de Dalmatie et ducs de Padoue, un tableau de Rubens représentant la sainte vierge et saint joseph qui fuyent en Égypte avec l'Enfant Jésus. Il est employé au Louvre sous Pajou, puis Dominique Vivant Denon.
Il meurt à Paris à l'hospice des incurables à l'âge de 82 ans. 